# Rodováni
Rodováni, en grec moderne : Ροδοβάνι, est un village du dème de Kándanos-Sélino, dans le district régional de La Canée, de la Crète, en Grèce. Selon le recensement de 2011, la population de Rodováni compte 98 habitants. Le village est situé à une altitude de 500 m et à une distance de 59 km de La Canée.
Les vestiges archéologiques de la cité antique d'Elyros (en) sont situés à quelques centaines de mètres à l'est du village.

## Recensements de la population
| Recensements | 1900 | 1920 | 1928 | 1940 | 1951 | 1961 | 1971 | 1981 | 1991 | 2001 | 2011 |
| ------------ | ---- | ---- | ---- | ---- | ---- | ---- | ---- | ---- | ---- | ---- | ---- |
| Population   | 230  | 198  | 219  | 313  | 219  | 209  | 183  | 163  | -    | 122  | 98   |